# Goetz Eilers
Goetz Eilers (* 23. September 1941 in Schwäbisch Gmünd, Baden-Württemberg; † 29. Juli 2024) war ein deutscher Jurist. Von 1989 bis 2006 war er der Chef-Justiziar des Deutschen Fußball-Bundes (DFB) sowie ab 1992 Personalchef und ständiger Stellvertreter des DFB-Generalsekretärs.
Goetz Eilers studierte Jura in Frankfurt am Main, Marburg und Tübingen. Danach war er als Richter am Amtsgericht Dieburg und am Landgericht Darmstadt tätig. Seit 1972 war er DFB-Justiziar, seit 1989 Chefjustiziar des DFB. Als dessen erster hauptamtlicher Jurist trat Eilers am 1. Dezember 1972 in DFB-Dienste, womit der Verband auf den Bundesliga-Skandal reagierte und seine verbandsinterne Rechtsprechung, die bis dahin ehrenamtlich bearbeitet worden war, professionalisierte.
Eilers gehörte als Sportrichter der Kontroll-Disziplinarkommission der UEFA an. Bis 2011 war er Vize-Vorsitzender des Berufungssenats des europäischen Fußball-Verbandes. Als Richter blieb er außerdem von 2007 bis 2010 am Internationalen Sportgerichtshof (CAS) in Lausanne. Er war Ehrenmitglied des Deutschen Fußball-Bundes.
Eilers war verheiratet und hatte zwei Söhne, darunter den ehemaligen Fußballtorwart und Präsidiumsmitglied von Darmstadt 98 Tom Eilers.